# Râul Izvorul, Vedea
Râul Izvorul este un curs de apă, afluent al râului Vedița. 